# Vacca sacra ('ndrangheta)
(Nota del provvedimento del prefetto di Reggio Calabria di maggio 2015)
Col termine vacca sacra, termine usato anche spesso al plurale: vacche sacre o vacche sacre della 'ndrangheta nel mondo della criminalità organizzata calabrese si intendono le vacche appartenenti ad affiliati di famiglie di 'ndrangheta che vengono lasciate pascolare liberamente allo stato brado in molte aree della regione Calabria.

## Origini
L'origine di questo fenomeno sembrerebbe risalire al 1971, a causa della faida di Cittanova, paese della Piana di Gioia Tauro, in provincia di Reggio Calabria che vedeva fronteggiarsi le 'ndrine dei Raso e dei Facchineri il cui bestiame, non potendo più essere gestito, tornò a vivere allo stato brado. Nessuno però tra la popolazione si azzardò mai a prendere provvedimenti a causa della paura di ritorsioni.

## Deragliamento treni e primi tentativi di cattura
Il 16 ottobre 1987 un treno deraglia a Cittanova a causa della presenza di bovini; il 15 ottobre 1992 succede a Taurianova. In entrambi i casi senza feriti.
Nel marzo del 1989 i carabinieri tentarono di catturare, insieme all'Aima ed a funzionari del ministero dell'agricoltura le vacche presenti allo stato brado, riuscendo a catturarne solo 26. I recinti in cui furono poste furono poi distrutti da sconosciuti che fecero quindi tornare in libertà il bestiame.
Il 15 marzo 1993 il sindaco di Cittanova Francesco Morano dichiarò di preparare un decreto che permettesse alle forze dell'ordine la cattura e l'abbattimento delle bestie allo stato brado nel territorio comunale.

## 2005: l'omicidio di Fortunato La Rosa
L'8 settembre 2005 viene ucciso con 3 colpi di fucile, a Canolo, l'oculista in pensione Fortunato La Rosa, reo di avere denunciato più volte l'invasione delle vacche nei suoi terreni. Solo nel 2015 vengono arrestati due esponenti della cosca Raso-Filippone presunti mandanti dell'omicidio.
Verranno arrestati 10 anni dopo, Giuseppe Raso di 74 anni, già ai domiciliari e il cognato Domenico Filippone.

## Ordinanza del prefetto di Reggio Calabria del 2010
Nel 2010 il prefetto di Reggio Calabria emette un'ordinanza che prevede: "a tutte le forze dell’ordine ed ai loro ausiliari di provvedere all’abbattimento dei bovini vaganti, limitatamente al caso in cui questi dovessero creare una situazione di pericolo concreto per l’incolumità delle popolazioni e per la sicurezza della circolazione".
L'ordinanza si concluse il 30 giugno 2011 con l'uccisione di 11 bovini.

## L'operazione del Corpo forestale dello Stato nel 2014
Nel secondo semestre del 2014 il Corpo forestale dello Stato ha accertato 21 reati e comminato 91 sanzioni del valore di 21.000 euro.

## Ordinanza del prefetto di Reggio Calabria del 2015 e denunce
L'8 maggio 2015 viene firmata un'ordinanza dal prefetto di Reggio Calabria Sammartino che impone alle forze dell'ordine, tra cui anche il corpo forestale dello stato di procedere direttamente all'abbattimento delle vacche, in caso queste siano un pericolo pubblico e non si trovino ditte private disposte a farlo.
Sul sito internet Firmiamo.it, a reazione dell'ordinanza viene creata una petizione perché gli animali vengano ricollocati piuttosto che abbattuti.
Il 1º giugno 2015 vengono denunciate 8 persone per il fenomeno delle vacche sacre.

## Protesta a Cittanova del 2017
A Cittanova il 16 dicembre 2017 il comitato civico "No Bull" scende in piazza insieme a a scuola, il referente di Libera per la piana di Gioia Tauro, l'Arciprete di Cittanova e i sindaci di Cinquefrondi, Cittanova, Molochio, Polistena, Taurianova e Varapodio contro il fenomeno delle vacche sacre che circolano liberamente anche per le vie cittadine di Molochio, Taurianova e Cittanova.

## 2018: Parte il Piano del prefetto e la prima cattura
Il 23 febbraio 2018 parte la prima operazione del piano "anti Vacche Sacre" del prefetto di Reggio Calabria Michele Di Bari che porta alla cattura di 7 capi a Cittanova.
Il 6 marzo 2018, a seguito dell'operazione, il prefetto presiedendo al comitato di ordine pubblico di Cittanova annuncia l'avvio del piano che prevede l'identificazione delle bestie che pascolano abusivamente nella Piana di Gioia Tauro e in parte della Locride. In caso di assenza di microchip di identificazione, i bovini verranno narcotizzati e portati in un luogo prestabilito per poi essere consegnati ai comuni che ne decideranno le sorti.
Al tavolo del Comitato erano presenti il questore di Reggio Calabria Raffaele Grassi, il procuratore aggiunto di Reggio Calabria Gaetano Paci, il procuratore di Palmi Ottavio Sferlazza; i comandanti provinciali della Guardia di Finanza e dei Carabinieri Giuseppe Battaglia e i sindaci di Cittanova, Taurianova, Terranova Sappo Minulio, Varapodio, Molochio, San Giorgio Morgeto, Ardore e Pazzano, il presidente del Parco nazionale dell'Aspromonte Giuseppe Bombino; il comandante provinciale dei vigili del fuoco e tanti altri tecnici e istituzioni della provincia (Anas, Protezione civile prov. e regionale). Alla riunione anche una rappresentanza del comitato “No Bull” di Cittanova.
Il 14 marzo il piano diventa operativo.
Il 27 marzo 2018 la notizia che vengono prese 30 vacche che girovagano liberamente, ma ormai non più riconducibili ad un proprietario, che sono state narcotizzate e portate in un recinto.
Il 7 ed il 10 dicembre 2018 si conclude un'altra operazione delle forze congiunte di Guardia di Finanza, Polizia, Carabinieri e veterinari dell'Asp con l'individuazione di 6 bovini successivamente poi abbattuti per motivi sanitari
.
L'anno si conclude con 62 interventi delle forze dell'ordine e 257 bovini abbattuti per motivi sanitari.

## 2019 - Continuazione del piano del prefetto e l'operazione Rinascita-Scott
Il 2019 vede fino all'8 aprile 2019 79 interventi nei confronti del fenomeno con l'abbattimento di 287 bovini tra Cittanova, Molochio, Taurianova e Terranova Sappo Minulio.
Il 19 dicembre 2019 si conclude nel vibonese la grande operazione Rinascita-Scott, e dalle cui carte emerge come le vacche del presunto boss Giuseppe Accorinti di Zungri avessero devastato i frutteti di un cittadino di Briatico.